# Ngawang Lobsang Trinlé Rabgyé
 (octobre 2018).
Si vous disposez d'ouvrages ou d'articles de référence ou si vous connaissez des sites web de qualité traitant du thème abordé ici, merci de compléter l'article en donnant les références utiles à sa vérifiabilité et en les liant à la section « Notes et références ».
Ngawang Lobsang Trinlé Rabgyé ou Lobsang Trinley (tibétain : བློ་བཟན་ཕྲིན་ལས་རབ་རྒྱས, THL : lozen trinlé rabgyé) est le 9e Demo Rinpoché (ou Demo Hutuktu) de la branche gélugpa du bouddhisme tibétain, et régent du Tibet du 14 juin 1886 au 26 septembre 1895.

Il remplace au titre de Demo hutuktu Wangyal Dondrup et est remplacé par Tenzin Gyatso (titre du 14e dalaï-lama en tibétain).